# Angustia angustivitta
Angustia angustivitta là một loài ruồi trong họ Tachinidae.